# Liste albanischer Monarchen
Die Liste albanischer Monarchen beinhaltet albanische Monarchen seit dem Mittelalter, wobei sich „albanisch“ nicht auf die Ethnie bezieht, sondern auf ein Herrschaftsgebiet, das im Wesentlichen innerhalb der Grenzen des heutigen Nationalstaats Albanien lag.

## Fürstentum Arbanon (1190–1256)
- Progon (1190–1198)
- Gjin Progoni (1198–1208)
- Dhimitër Progoni (1208–1216)
- Grigor Kamona (1216–1253)
- Golem (1253–1256)

## Königreich Albanien (1272–1368)
- Karl I. von Anjou (1272–1285)
- Karl II. von Anjou (1285–1294)
- Philipp I. von Tarant (1294–1332)
- Robert von Anjou (1332–1333)
- Johann von Durazzo (1333–1336)
- Karl I. Robert (1336–1348)
- Johanna I. von Anjou (1348–1366)
- Ludwig von Navarra (1366–1368)

## Kapitän von Durrës (1261–1272)
- Andrea Vrana (1261–1272)

## Fürstentum Matranga (1280–1367)
- Vlash Matranga
- Pal Matranga
- Blazhë Matranga

## Fürstentum Gropaj (1258–1395)
- Andrea I Gropa
- Pal Gropa
- Andrea II Gropa
- Pal II Gropa
- Zacharia Gropa

## Fürstentum Kastrioti (1383–1407)
- Pal Kastrioti (1383–1389)
- Gjon Kastrioti I. (1389–1437)
- Gjergj Kastrioti (1443–1468)

## Despotat Arta (1358–1416)
- Peter Losha (1358–1374)
- Gjin Shpata (1374–1399)
- Skurra Shpata (1400–1401)
- Muriq Shpata (1401–1415)
- Jakub Shpata (1415–1416)

## Fürstentum Valona (1345–1417)
- John Komnenos Asen (1345–1363)
- Alexander Komnenos Asen (1363–1372)
- Balša II (1372–1385)
- Komnena (1385–1396)
- Mrkša Žarković (1396–1414)
- Ruđina Balšić (1414–1417)

## Fürstentum Zenebishi (1373–1418)
- Gjin Zenevishi (1373–1418)

## Fürstentum Spani (1400–1442)
- Pjetër Spani
- Nikollë Spani
- Alëks Spani
- Stefan Spani
- Marin Spani

## Fürstentum Muzakaj (1280–1444)
- Andrea I. Muzaka (1280–1319)
- Theodor I. Muzaka (1319–1331)
- Andrea II. Muzaka (1331–1372)
- Theodor II. Muzaka (1372–1389)
- Theodor III. Muzaka (1389–1444)

## Fürstentum Jonima (1319–1444)
- Dhimitër Jonima
- Vladislav Jonima
- Marin Jonima

## Fürstentum Thopia (1328–1444)
- Tanush Thopia (1328–1338)
- Andrea I Thopia (1338–1343)
- Karl Thopia (1355–1382)
- Karl Thopia  (1385–1387)
- Gjergj Thopia (1387–1392)
- Konstantin Balšić (1392–1402)
- Helena Thopia (1402–1403)
- Niketa Thopia (1403–1415)

## Fürstentum Dukagjini (1387–1444)
- Pal I Dukagjini (1387–1393)
- Lekë I Dukagjini (1387–1393)
- Tanush II Dukagjini (1393–1413)
- Pal III Dukagjini (1413–1444)
- Lekë III Dukagjini (1444–1478)

## Fürstentum Zaharia (1396–1444)
- Koja Zaharia (1396–1430)
- Lekë Zaharia (1436–1444)

## Fürstentum Dushmani (1402–1444)
- Pal Dushmani
- Lekë Dushmani
- Koja Dushmani

## Fürstentum Arianiti (1432–1444)
- Komnen Arianiti
- Gjergj Arianiti

## Liga von Lezha (1444–1479)
- Gjergj Kastrioti (1444–1468)
- Lekë Dukagjini (1468–1479)

## Fürstentum Albanien (1914–1925)
- Wilhelm zu Wied (1914)

## Königreich Albanien (1928–1944)
- Ahmet Zogu (1928–1939)
- Viktor Emanuel III. (1939–1943)